# Night of the Living Dummy
Night of the Living Dummy (No Brasil: O Mistério do Boneco e em Portugal: A Noite do Boneco Vivo) é um dos livros da coleção Goosebumps.

## Sinopse
Lindy e Kris são gêmeas, fazem quase tudo juntas e até se vestem parecido. Um dia Lindy encontra um boneco ventríloquo numa caçamba e decide ficar com ele. Kris também ganha um. Só que ele começa a ofender as pessoas como se tivesse vida própria. Kris jura que não foi ela, mas seus pais estão muito zangados.

### Personagens
- Lindy Powell: Irmã gêmea de Kris.
- Kris Powell: Irmã gêmea de Lindy.
- Sr. Cara-de-Pau (Sr. Wood em Portugal): Boneco de ventríloquo vivo pertencente a Kris.
- Bolacha (Slappy em Portugal): Boneco de ventríloquo vivo pertencente a Lindy.
- Ben Marshall e Amy Marshall: Crianças de quem Lindy e Kris tomam conta às vezes.
- Cody Matheus: Melhor amigo de Kris.
- Alice: Melhor amiga de Lindy.
- Sra. Berman: Professora de Kris
- Senhor Powell: pai de Kris e Lindy.
- Senhora Powell: mãe de Kris e Lindy.